# Perturbációszámítás
A perturbációszámítás bonyolult matematikai probléma megoldására használt közelítő lineáris differenciálegyenletek összessége. Elmélete azon alapszik, hogy lehetővé tehetjük olyan bonyolult matematikai összefüggések számítását, amelyekben számos változó hatását nem ismerjük ismételt megközelítő számítás (próbaszámítás) segítségével, ahol az ismeretlen változóknak kezdetben állandó értékeket adunk, amelyeket azután fokozatosan változtatunk.
A perturbációszámítás elméletét perturbációelméletnek vagy zavarelméletnek nevezhetjük.
A kvantummechanikában a perturbációelmélet a perturbáció matematikai értelmezésével lényegében azonosan egy bonyolult kvantummechanikai rendszer leegyszerűsített formában való megfogalmazását jelenti. Az elmélet szerint ha egy probléma megoldása lehetetlennek tűnik, akkor próbáljuk a probléma által feltett kérdést a bonyolító változók kizárásával feltenni, és csak ezt követően keverjük a problémába annak komplikáló, zavaró (perturbáló) változóit, úgyhogy ha a perturbáció nem túl nagy, akkor a megzavart rendszer fizikai változóit (például energiaszinteket, vagy sajátértékeket) a leegyszerűsített rendszerből számított adatokkal helyettesíthetjük.
A csillagászatban egy bolygó másik égitest (bolygó, kisbolygó, üstökös, meteoroid) pályájára gyakorolt hatásának meghatározásában alkalmazzák.